# Championnat de France amateurs de football (1935-1971)
Pour les articles homonymes, voir Championnat de France de football (homonymie).
Le championnat de France amateurs de football, appelé Challenge Jules‒Rimet, est une compétition de football organisée en France par la Fédération française de football entre 1935 et 1971.
Elle est créée trois ans après la création du championnat de France professionnel en 1932, dans le but de décerner également un titre de champion de France aux clubs amateurs. Le club champion recevait une coupe offerte par le président de la Fédération, Jules Rimet, d'où le nom de Challenge Jules‒Rimet donné à la compétition.
La compétition a connu plusieurs changements de formule au cours de son histoire. De 1935 à 1948, le championnat de France amateur se dispute en fin de saison entre les vainqueurs de chaque Ligue régionale. À partir de 1948, une compétition annuelle est créée, appelée Division Nationale, jouée sous forme de quatre à six groupes découpés géographiquement, les vainqueurs de chaque groupe se disputant le titre en fin de saison. La Division Nationale constituait alors le premier niveau amateur. Bien que la pyramide professionnelle contenait alors deux niveaux, la Division Nationale et la Deuxième Division, ce championnat ne constituait pas un troisième niveau et il n'y avait pas de système de promotion-relégation avec la Division 2. La compétition s'arrête en 1971, en pleine réforme des compétitions, destinée à unir en une seule pyramide les championnats amateurs et professionnels. Tous les clubs, même ceux disposant d'une équipe professionnelle, pouvaient engager leur équipe première dans ce championnat.
Dix-neuf clubs ont remporté la compétition, les plus titrés étant l'US Quevilly et le GFC Ajaccio avec quatre victoires. L'AS Monaco est le seul club à avoir remporté la même année le championnat de France professionnel et le championnat de France amateur, en 1961.

## Histoire

### Mise en place du championnat de France amateur (1931-1935)

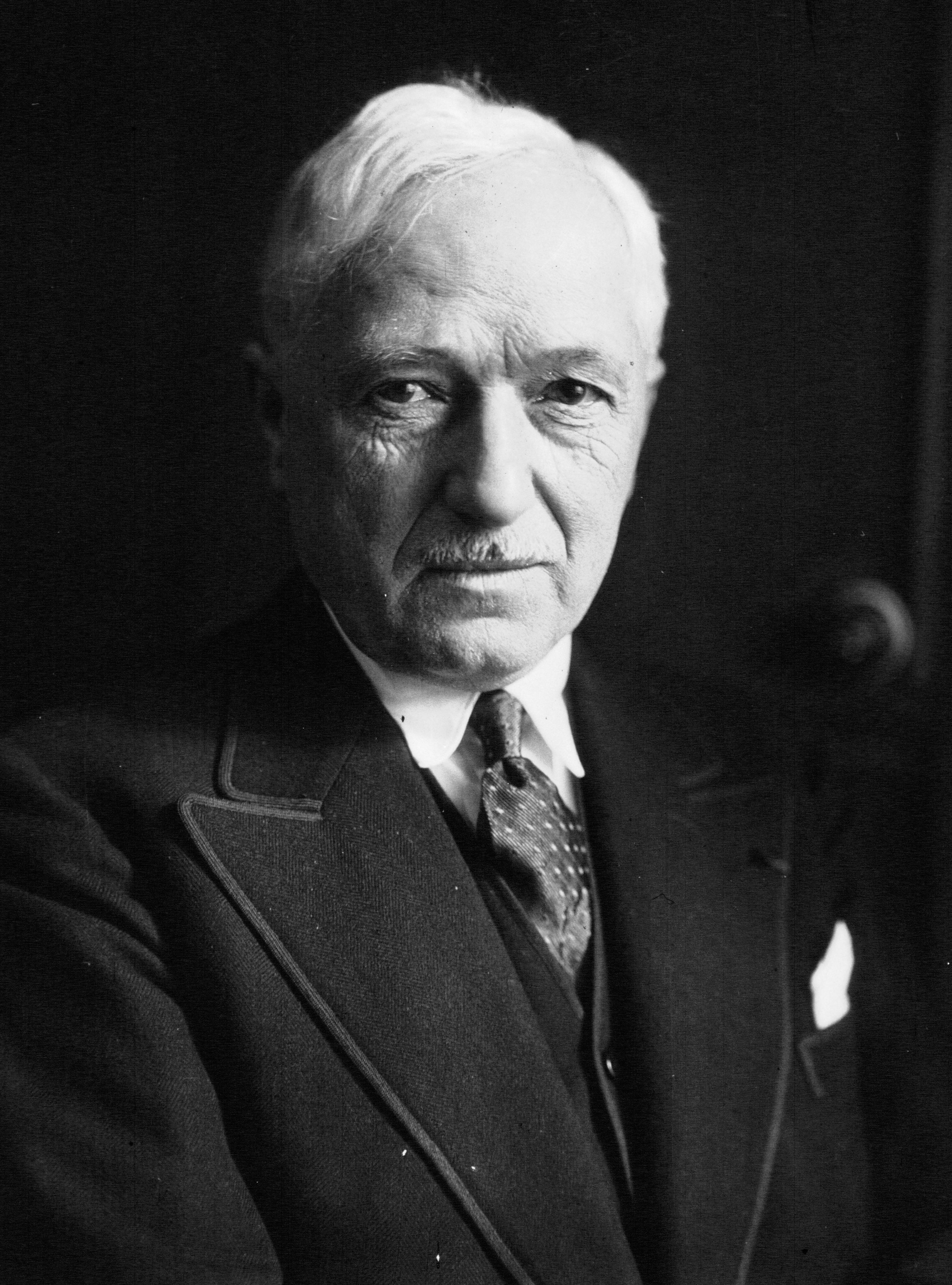
Jules Rimet offre un trophée à la compétition, qui prend le nom de Challenge Jules‑Rimet.

Au début des années 1930, la mise en place du professionnalisme dans le football français fait toujours débat. Institué en 1931, il est notamment adopté pour protéger l'amateurisme, en retirant des Ligues régionales les clubs ne respectant pas les statuts de la Fédération en pratiquant l'amateurisme marron. Une épreuve spéciale, réservée aux clubs autorisés à utiliser des joueurs dans une équipe professionnelle, voit le jour en 1932, le championnat de France professionnel (CFP).
Le monde amateur ressent alors le besoin de posséder une compétition nationale, après les essais peu concluant d'un premier championnat de France entre 1927 et 1929 et d'une Coupe de printemps mise en place en 1931. Au Conseil national de juillet 1933, la Ligue de l'Ouest propose l'élaboration d'un championnat national réservé aux amateurs, tandis que la Ligue de Normandie souhaite l'instauration d'une compétition interligues. Le principe d'une commission d'étude d'une compétition fédérale amateur est alors adopté à l'unanimité. Cette commission, mise en place le 31 juillet 1933, propose un projet de règlement d'une épreuve de fin de saison au conseil d'avril 1934 à Strasbourg. Cette épreuve, qui doit opposer les vainqueurs de chaque Ligue, est adoptée,.
Le président de la FFFA, Jules Rimet, offre personnellement un trophée à la compétition, une œuvre d’art du sculpteur Abel Lafleur. Le championnat de France amateur, qui prend alors le nom de Challenge Jules‑Rimet, est né. Il débute en avril 1935, en collaboration avec le journal Le Matin. Quatorze champions de Ligues participent à cette première édition, qui voit la victoire du Stade de Reims.

### Tournoi entre les vainqueurs des Ligues (1935-1948)
Le début de la Seconde Guerre mondiale vient perturber le déroulement des compétitions. Le championnat de France amateur n'est ainsi pas disputé entre 1939 et 1942. Il reprend pour la saison 1942-1943. Découpé suivant la ligne de démarcation, il voit la victoire du Sporting Club de l'Ouest en zone occupée et de l'AS montferrandaise en zone libre. Pour l'édition 1943-1944, tandis qu'un championnat fédéral est mis sur pieds pour les professionnels, la FFF met en place avec l'aval du Comité national des sports une division supérieure pour les amateurs regroupant les 32 clubs anciennement autorisés à utiliser des joueurs dans une équipe professionnelle, auxquels sont ajoutés les meilleurs clubs des Comités régionaux,. Après l'étude de divers projets, celui comportant douze poules de dix clubs est validé. Cinq jours avant le début de la compétition, une modification intervient pour les Comités régionaux des Flandres et d'Île-de-France, leurs poules respectives passant à deux groupes de huit équipes, faisant passer le nombre de clubs participant à 132. Les douze vainqueurs de poule se disputent alors le titre dans une formule de coupe jouée sur terrain neutre. Les Girondins AS Port s'imposent en finale face à l'AS Cannes, par deux buts à un après prolongation.
Contrairement au championnat de France des équipes fédérales, le championnat de France amateur national ne devait pas être reconduit pour la saison suivante, le challenge Jules‑Rimet se disputant entre les dix-neuf vainqueurs des Comités régionaux. La libération de la France en décidera autrement. Si le championnat de France amateur n'est pas disputé lors de la saison 1944-1945, il reprend à la fin de la guerre avec sa formule d'avant-guerre. Pour l'édition 1945-1946, le titre se dispute de nouveau entre les quinze vainqueurs des Ligues régionales, qui ont été reformées, le premier titre d'après-guerre étant remporté par l'US auchelloise.

### Mise en place d'une Division Nationale (1948-1970)
Un grand bouleversement intervient au conseil national de juillet 1947, avec l'adoption pour l'édition 1948-1949 d'une épreuve nationale sur toute la saison,. La Division Nationale du championnat de France amateur voit le jour. Composée de 48 clubs répartis en quatre groupes géographiques, la Division Nationale devient le premier niveau amateur, devant les Divisions d'Honneur des Ligues régionales. En fin de saison, les vainqueurs de chaque groupe se disputent le titre dans une poule finale jouée par matchs aller-retour, tandis que les moins bonnes équipes de chaque groupe sont reléguées dans leurs Ligues respectives. Le Stade béthunois remporte la première édition jouée sous cette nouvelle formule.
Après quelques saisons, la nouvelle « Commission Centrale du Championnat de France Amateurs » doit résoudre le problème des promotions et relégations de seize clubs (quatre par groupe), avec notamment la Ligue de Bourgogne-Franche-Comté scindée en 1947 en deux entre la Ligue de Bourgogne et la Ligue de Franche-Comté, ou encore l'intégration d'équipes premières de clubs quittant le groupement des clubs autorisés et les championnats professionnels, avec l'impossibilité d'augmenter le nombre de clubs par groupes, pour éviter le débordement de la saison. Elle envisage dans un premier temps la mise en place d'une Division Interrégionale de huit groupes de douze clubs entre les Divisions d'Honneur des Ligues et la Division Nationale du CFA. Mais ce projet aurait une contrepartie, une diminution de la qualité du premier niveau régional. Le projet est alors abandonné. En contrepartie, la commission propose la constitution d'un cinquième groupe, qui est adopté par le Conseil National de juillet 1951 à Nancy. Pour l'édition 1952-1953, la poule finale regroupe alors cinq clubs, qui ne se rencontrent plus qu'une fois. Pour l'occasion, les Girondins de Bordeaux remportent leur troisième titre dans la compétition.

### Fin du championnat de France amateur (1970-1972)
Au conseil national de juillet 1969, le projet d'unification des championnats amateurs et professionnels, avec l'institution d'un nouveau championnat National, pour des équipes à statut à la fois professionnel et amateur, est actée. Cette réorganisation des championnats nationaux, opérée conjointement par la Fédération française de football et le Groupement du football professionnel, va s'opérer sur deux saisons entre 1970 et 1972. La réforme est rendue possible grâce au retour au sein de la Fédération des équipes professionnelles. Plusieurs possibilités sont envisagées pour la nouvelle hiérarchie nationale, dont la mise en place d'un ou deux niveaux professionnels. Finalement, le Conseil fédéral vote, le mercredi 6 mai 1970, la mise en application du championnat National, et fixe l'organisation suivante pour les deux saisons à venir : un championnat de France professionnel avec un groupe unique de vingt clubs, un championnat National de trois groupes de seize clubs, et un championnat de France amateur de six groupes de douze clubs. Ces trois championnats indépendants formeront pour la saison 1972-1973, la base de la nouvelle hiérarchie du football français, et seront rebaptisés respectivement Division I (CFP), Division II (National), et Division III (CFA). Ce projet sera modifié lors de l'Assemblée fédérale d'avril 1971 à Paris, pour le championnat de France amateurs uniquement.

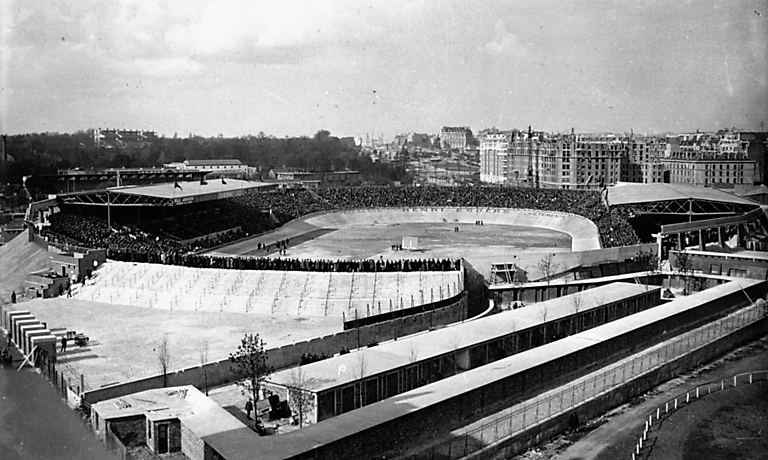
La finale de l'édition 1969-1970 est le dernier match disputé dans l'ancien Parc des Princes.

Lors de l'édition 1969-1970 du championnat de France amateur, la finale nationale voit la victoire du CS des Pierrots aux dépens de l'Union montilienne sportive, par un but à zéro devant 2 061 spectateurs, pour ce qui sera le dernier événement sportif à l'ancien Parc des Princes avant qu'il ne soit reconstruit. À l'issue de la saison, les trois premiers des cinq groupes de Division Nationale, auxquels s'ajoutent des clubs choisis par une commission spéciale, sont admis dans le nouveau championnat National, sous réserve de candidature et de remplir les obligations de tous les règlements.
Le dernier championnat de France amateur, réservé aux équipes premières, se joue lors de l'édition 1970-1971. Le FC Nantes, promu, dispose de l'AS Saint-Étienne à Auxerre par trois buts à un après prolongation. Des modifications aux règlements des championnats nationaux, applicables au début de la saison 1971-1972, sont alors apportées lors de l'Assemblée fédérale du samedi 17 avril 1971 à Paris. Les équipes professionnelles deviennent équipes premières, tandis que les équipes premières des clubs professionnels deviennent équipes réserves, lesquelles ne sont pas autorisées à évoluer en championnat National. Dans le même temps, la Division Nationale du championnat de France amateur devient la Division III, mettant fin au championnat de France amateur. Elle incorpore les équipes réserves des clubs professionnels disputant l'édition 1971-1972 du CFP,.
À la suite d'une nouvelle réforme de la pyramide nationale en 1993, comprenant l'institution d'un championnat de France professionnel de deuxième division, la Division III, alors troisième niveau national et premier niveau amateur, prendra le titre de championnat national fédéral de deuxième division (National 2) et deviendra le quatrième échelon national. Il changera de nom en 1997 pour devenir championnat de France amateur (CFA).

## Organisation

### Évolution du règlement

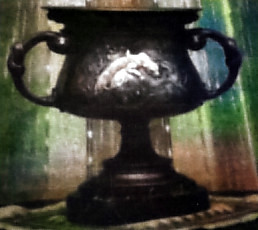
En fin de saison, il est prévu un match entre le champion de France amateur et le vainqueur du championnat d'Afrique du Nord, récompensé par la Coupe Steeg.

Tout au long de ces trente-sept années d'existence, le règlement du championnat de France amateur a beaucoup évolué. Le premier règlement stipule que la compétition est réservée aux équipes premières des clubs,, que l'engagement par les Ligues est facultatif et que le départage des équipes ex æquo en phase de poule donne lieu à un match de barrage. Pour départager les équipes, le goal average est instauré en 1938.
L'épreuve est organisée par la Fédération française de football association. Elle est gérée à l'origine par la « Commission de propagande et du Championnat de France Amateur », qui permet grâce aux matchs de propagande du football de combler d'éventuels déficits, occasionnés par de long déplacement d'équipes amateurs. Pendant la Seconde Guerre mondiale, la compétition est gérée par la « Commission du Championnat Amateur », puis à partir de 1946, par la « Commission des compétitions fédérales amateurs ».
La compétition est réservée à l'origine aux quinze Ligues continentales, la Ligue corse et les cinq Ligues d'Afrique française du Nord (Alger, Constantine, Oranie, Tunisie et Maroc) étant exclues. Toutefois, il est prévu un match entre le champion de France amateur et le vainqueur de la Coupe Steeg, compétition entre les champions des cinq Ligues Nord-africaines. Il faut attendre 1959 pour voir le champion de Corse être promu en Division nationale du championnat de France amateur. Néanmoins, le nombre de clubs corses est limité à un seul en Division Nationale. La même année, un sixième groupe de Division Nationale est créé en Algérie française. Il prendra fin en 1962 avec l'indépendance de l'Algérie.

### Format de la compétition
La désignation du champion de France amateur se fait en deux étapes : une phase de qualification (championnat) et une phase finale.

#### Phase de qualification
La phase de qualification se fait par groupe géographique, soit par championnat de Ligue ou de Comité Régional (Division d'Honneur), soit par poule dans un championnat national appelé Division nationale du championnat de France amateur.
Entre 1935 et 1939 puis de 1946 à 1948, les champions des quinze Ligues continentales sont invités à se disputer le titre. En 1948, il y a recours à un barrage entre le champion de Bourgogne et celui de Franche-Comté, à la suite de la récente scission de la Ligue de Bourgogne-Franche-Comté en Ligue de Franche-Comté et Ligue de Bourgogne. En 1943, la France est coupée par la ligne de démarcation. Deux compétitions se déroulent. En zone occupée, les douze champions des comités régionaux sont invités, et en zone libre, probablement les sept champions de comités. En 1944, les vainqueurs des 12 poules du championnat national participent à la phase finale. 
À partir de 1948, une Division nationale de quatre à six groupes est mise en place. Jusqu'en 1971, les vainqueurs de chaque groupe se disputent le titre.

#### Phase finale
La phase finale détermine le champion de France amateur. Au fil des années, selon les désidératas des clubs engagés et après adoption par le Conseil national de la FFF, la phase finale a pris plusieurs formes différentes.
De 1935 à 1943 et en 1946, les champions des Ligues sont répartis en quatre poules, jouées en matchs aller seulement. Les vainqueurs de chaque groupe se qualifient pour les demi-finales, qui sont suivies d'une finale. En 1947 et en 1948, il n'y a plus que deux poules, toujours avec matchs aller uniquement, suivi d'une finale entre les deux vainqueurs. Ce système est repris entre 1965 et 1967 et pour la dernière compétition en 1971. Il y a alors des matchs retour en phase de poule en 1965 et 1971. Avec l'introduction de la Division Nationale en 1948, une seule poule désigne le champion, en matchs aller-retour pour les trois premières saisons (1949 à 1951), puis en match aller uniquement jusqu'en 1964, sauf pour l'édition 1960. Enfin, en 1944, un système de coupe est choisi (1er tour, quarts de finale, demi-finales et finale), disputé en un seul match sur terrain neutre. La formule est reprise en 1960 (1er tour, demi-finales et finale), puis de 1968 à 1970 avec la même formule.
La Commission du championnat de France amateur a longtemps jonglé entre plusieurs paramètres, parfois contradictoires, pour pouvoir gérer au mieux la phase finale : la gestion du nombre de dimanche jouables à partager avec la Coupe de France, les journées des Ligues et de propagande du football ou encore les matchs de championnat remis, sachant que la saison footballistique n’est pas extensible à l’infini et se termine vers le 1er juin.

## Palmarès

### Palmarès par saison
Le tableau suivant détaille le palmarès du championnat de France amateur par saisons. Pour chaque saison sont détaillés le système de qualification, le nombre d'équipe engagées en Division Nationale, la formule utilisée pour la poule finale et son nombre de journées minimums, sans les matchs de barrage ou remis, et enfin le nombre de clubs engagés réellement en phase finale, par rapport au nombre de clubs qualifiés.
| Saison | Champion                   | Vice-champion            | Qualification                                    | Équipes            | Phase finale                                         | Dates              | Engagés            |                    |
| --- | -------------------------- | ------------------------ | ------------------------------------------------ | ------------------ | ---------------------------------------------------- | ------------------ | ------------------ | ------------------ |
| 1934-1935 | Stade de Reims             | FC Bordeaux-Bouscat      | Ligues régionales                                |                    | 4 poules (aller) + ½ & finale                        | 5                  | 14 / 15            |                    |
| 1935-1936 | AS Valentigney             | US Auchel                | Ligues régionales                                |                    | 4 poules (aller) + ½ & finale                        | 5                  | 14 / 15            |                    |
| 1936-1937 | Girondins de Bordeaux      | FC Scionzier             | Ligues régionales                                |                    | 4 poules (aller) + ½ & finale                        | 5                  | 15 / 15            |                    |
| 1937-1938 | Stade béthunois            | FC Scionzier             | Ligues régionales                                |                    | 4 poules (aller) + ½ & finale                        | 5                  | 15 / 15            |                    |
| 1938-1939 | Stade de Reims* (2)        | US Bruay                 | Ligues régionales                                |                    | 4 poules (aller) + ½ & finale                        | 5                  | 13 / 15            |                    |
| 1939-1940 | Pas de compétition         | Pas de compétition       | Pas de compétition                               | Pas de compétition | Pas de compétition                                   | Pas de compétition | Pas de compétition |                    |
| 1940-1941 | Pas de compétition         | Pas de compétition       | Pas de compétition                               | Pas de compétition | Pas de compétition                                   | Pas de compétition | Pas de compétition |                    |
| 1941-1942 | Pas de compétition         | Pas de compétition       | Pas de compétition                               | Pas de compétition | Pas de compétition                                   | Pas de compétition | Pas de compétition |                    |
| 1942-1943 | SC Ouest AS Montferrand    | RCFC Besançon US Cazères | Comités régionaux (Nord) Comités régionaux (Sud) |                    | 4 poules (aller) + ½ & finale Coupe (terrain neutre) | 5 3                | 12 / 12 7 / 7      |                    |
| 1943-1944 | Girondins AS du Port (2)   | AS Cannes                | Poules du CFA                                    | 132                | Coupe (terrain neutre)                               | 4                  | 12 / 12            |                    |
| 1944-1945 | Pas de compétition         | Pas de compétition       | Pas de compétition                               | Pas de compétition | Pas de compétition                                   | Pas de compétition | Pas de compétition | Pas de compétition |
| 1945-1946 | US Auchel                  | US Cazères               | Ligues régionales                                |                    | 4 poules (aller) + ½ & finale                        | 5                  | 15 / 15            |                    |
| 1946-1947 | FC Gueugnon                | AS Orléans               | Ligues régionales                                |                    | 2 poules (aller) + finale                            | 8                  | 15 / 15            |                    |
| 1947-1948 | Stade de Reims* (3)        | AS Orléans               | Ligues régionales                                |                    | 2 poules (aller) + finale                            | 8                  | 14 / 15            |                    |
| 1948-1949 | Stade béthunois (2)        | AS Roanne                | Division Nationale                               | 48                 | 1 poule (aller-retour)                               | 6                  | 4 / 4              |                    |
| 1949-1950 | Hyères FC                  | US Auchel                | Division Nationale                               | 51                 | 1 poule (aller-retour)                               | 6                  | 4 / 4              |                    |
| 1950-1951 | UA Sedan-Torcy             | SC Draguignan            | Division Nationale                               | 48                 | 1 poule (aller-retour)                               | 6                  | 4 / 4              |                    |
| 1951-1952 | FC Gueugnon (2)            | Girondins de Bordeaux*   | Division Nationale                               | 48                 | 1 poule (aller)                                      | 3                  | 4 / 4              |                    |
| 1952-1953 | Girondins de Bordeaux* (3) | SC Draguignan-Le Muy     | Division Nationale                               | 60                 | 1 poule (aller)                                      | 5                  | 5 / 5              |                    |
| 1953-1954 | US Quevilly                | Stade de Reims*          | Division Nationale                               | 61                 | 1 poule (aller)                                      | 5                  | 5 / 5              |                    |
| 1954-1955 | US Quevilly (2)            | US Bruay                 | Division Nationale                               | 62                 | 1 poule (aller)                                      | 5                  | 5 / 5              |                    |
| 1955-1956 | AS Saint-Étienne*          | FC Mulhouse              | Division Nationale                               | 61                 | 1 poule (aller)                                      | 5                  | 5 / 5              |                    |
| 1956-1957 | US Maubeuge                | SO Cholet et FC Mulhouse | Division Nationale                               | 60                 | 1 poule (aller)                                      | 5                  | 5 / 5              |                    |
| 1957-1958 | US Quevilly (3)            | FC Mulhouse              | Division Nationale                               | 61                 | 1 poule (aller)                                      | 5                  | 5 / 5              |                    |
| 1958-1959 | AS Saint-Étienne* (2)      | US Quevilly              | Division Nationale                               | 61                 | 1 poule (aller)                                      | 5                  | 5 / 5              |                    |
| 1959-1960 | FC Annecy                  | FC Nancy*                | Division Nationale                               | 78                 | Coupe (terrain neutre)                               | 3                  | 6 / 6              |                    |
| 1960-1961 | AS Monaco*                 | CS Stiring-Wendel        | Division Nationale                               | 80                 | 1 poule (aller)                                      | 5                  | 6 / 6              |                    |
| 1961-1962 | SO Chambéry                | FC Sochaux-Montbéliard*  | Division Nationale                               | 77                 | 1 poule (aller)                                      | 5                  | 5 / 6              |                    |
| 1962-1963 | GFC Ajaccio                | AS Brest                 | Division Nationale                               | 66                 | 1 poule (aller)                                      | 5                  | 5 / 5              |                    |
| 1963-1964 | AS Monaco* (2)             | LB Châteauroux           | Division Nationale                               | 73                 | 1 poule (aller)                                      | 5                  | 6 / 6              |                    |
| 1964-1965 | GFC Ajaccio (2)            | Stade lavallois          | Division Nationale                               | 73                 | 2 poules (aller-retour) + finale                     | 7                  | 6 / 6              |                    |
| 1965-1966 | GFC Ajaccio (3)            | AC Cambrai               | Division Nationale                               | 72                 | 2 poules (aller) + finale                            | 4                  | 6 / 6              |                    |
| 1966-1967 | US Quevilly (4)            | Entente BFN              | Division Nationale                               | 74                 | 2 poules (aller) + finale                            | 4                  | 6 / 6              |                    |
| 1967-1968 | Gazélec FC Ajaccio (4)     | Entente BFN              | Division Nationale                               | 72                 | Coupe (terrain neutre)                               | 3                  | 5 / 5              |                    |
| 1968-1969 | Pierrots Strasbourg        | Entente BFN              | Division Nationale                               | 68                 | Coupe (terrain neutre)                               | 3                  | 5 / 5              |                    |
| 1969-1970 | Pierrots Strasbourg (2)    | UMS Montélimar           | Division Nationale                               | 72                 | Coupe (terrain neutre)                               | 3                  | 5 / 5              |                    |
| 1970-1971 | FC Nantes*                 | AS Saint-Étienne*        | Division Nationale                               | 75                 | 2 poules (aller-retour) + finale                     | 7                  | 6 / 6              |                    |
| Note : Les clubs marqués du symbole * sont autorisés à utiliser des joueurs dans une équipe professionnelle. |                            |                          |                                                  |                    |                                                      |                    |                    |                    |

### Palmarès par club en phase finales
- Si vous ne connaissez pas le sujet, laissez ce bandeau (vous pouvez alors contacter les auteurs).
- Si vous supprimez le contenu mis en cause (vous pouvez préalablement contacter les auteurs),

argumentez précisément cette suppression dans la page de discussion
(un manque de référence n'est pas un argument ; une recherche réelle de référence doit avoir été effectuée, être formellement documentée).
Palmarès de 40 clubs notables en phase finale, avec le nombre de titres, de participations, de matchs joués, de victoires, de matchs nuls, de défaites et de buts marqués et encaissés.
| Club                   | Champ. | V-champ. | Particip. | Joué | Vict. | Nul | Déf. | But+ | But- |
| ---------------------- | ------ | -------- | --------- | ---- | ----- | --- | ---- | ---- | ---- |
| US Quevilly            | 4      | 1        | 13        | 45   | 24    | 6   | 15   | 106  | 63   |
| GFC Ajaccio            | 4      |          | 5         | 19   | 14    | 3   | 2    | 49   | 19   |
| Stade de Reims         | 3      | 1        | 11        | 45   | 23    | 8   | 14   | 96   | 58   |
| Girondins de Bordeaux  | 3      | 1        | 8         | 29   | 14    | 5   | 10   | 48   | 39   |
| ASSE Saint-Étienne     | 2      | 1        | 3         | 13   | 8     | 2   | 3    | 25   | 16   |
| FC Gueugnon            | 2      |          | 5         | 21   | 12    | 3   | 6    | 37   | 31   |
| Stade béthunois        | 2      |          | 4         | 19   | 11    | 5   | 3    | 49   | 17   |
| AS Monaco              | 2      |          | 3         | 11   | 8     | 1   | 2    | 23   | 10   |
| Pierrots Strasbourg    | 2      |          | 3         | 7    | 5     | 1   | 1    | 12   | 6    |
| US Auchel              | 1      | 2        | 3         | 15   | 11    | 1   | 3    | 35   | 14   |
| FC Annecy              | 1      |          | 5         | 24   | 9     | 6   | 9    | 48   | 50   |
| UA Sedan-Torcy         | 1      |          | 5         | 16   | 4     | 6   | 6    | 27   | 26   |
| AS Valentigney         | 1      |          | 3         | 10   | 5     | 1   | 4    | 17   | 19   |
| Hyères FC              | 1      |          | 1         | 6    | 4     | 0   | 2    | 14   | 5    |
| FC Nantes              | 1      |          | 1         | 5    | 4     | 1   | 0    | 9    | 2    |
| Angers SCO             | 1      |          | 1         | 4    | 3     | 1   | 0    | 8    | 3    |
| SO Chambéry            | 1      |          | 1         | 4    | 2     | 1   | 1    | 4    | 2    |
| US Maubeuge            | 1      |          | 1         | 4    | 1     | 3   | 0    | 6    | 4    |
| AS Montferrand         | 1      |          | 1         | 3    | 3     | 0   | 0    | 6    | 2    |
| FC Mulhouse            |        | 3        | 6         | 27   | 13    | 7   | 7    | 40   | 40   |
| Entente BFN            |        | 3        | 4         | 8    | 3     | 1   | 4    | 11   | 14   |
| US Cazères             |        | 2        | 6         | 22   | 14    | 3   | 5    | 48   | 37   |
| AS Orléans             |        | 2        | 5         | 22   | 9     | 7   | 6    | 50   | 27   |
| SC Draguignan          |        | 2        | 4         | 17   | 6     | 5   | 6    | 24   | 38   |
| US Bruay               |        | 2        | 3         | 14   | 7     | 2   | 5    | 27   | 21   |
| FC Scionzier           |        | 2        | 2         | 10   | 8     | 0   | 2    | 35   | 12   |
| SO Cholet              |        | 1        | 5         | 21   | 6     | 3   | 12   | 34   | 51   |
| AS Brest               |        | 1        | 3         | 12   | 4     | 6   | 2    | 19   | 18   |
| RCFC Besançon          |        | 1        | 3         | 7    | 3     | 1   | 3    | 10   | 7    |
| FC Sochaux-Montbéliard |        | 1        | 3         | 7    | 2     | 2   | 3    | 9    | 12   |
| FC Bordeaux-Bouscat    |        | 1        | 2         | 9    | 6     | 0   | 3    | 20   | 11   |
| LB Châteauroux         |        | 1        | 2         | 7    | 3     | 3   | 1    | 15   | 9    |
| Stade lavallois        |        | 1        | 2         | 6    | 3     | 0   | 3    | 14   | 5    |
| AC Cambrai AC          |        | 1        | 2         | 4    | 2     | 0   | 2    | 6    | 7    |
| UMS Montélimar         |        | 1        | 2         | 4    | 2     | 0   | 2    | 5    | 3    |
| AS Roanne              |        | 1        | 1         | 6    | 4     | 0   | 2    | 7    | 11   |
| CS Stiring-Wendel      |        | 1        | 1         | 5    | 2     | 3   | 0    | 12   | 6    |
| AS Cannes              |        | 1        | 1         | 4    | 3     | 0   | 1    | 10   | 4    |
| FC Nancy               |        | 1        | 1         | 2    | 1     | 0   | 1    | 2    | 2    |
| ASJ Châteaudun         |        |          | 5         | 14   | 4     | 2   | 8    | 15   | 32   |

## Aspects socio-économiques
En matière d'affluence, ce championnat rassembla environ 1 000 spectateurs par match. Le groupe Ouest fut le plus suivi avec des moyennes de spectateurs oscillant entre 1 000 et 2 000. Ces moyennes étaient affectées négativement par les très maigres affluences enregistrées à l'occasion des matchs à domicile des équipes premières des clubs autorisés à utiliser des joueurs professionnels.[réf. nécessaire].
En octobre 1960, le derby entre l'AS Brest et le Stade brestois au stade Ménez-Paul a drainé 13 311 spectateurs payants.